# Сальвадор Фарфан
Сальвадор Фарфан Вігерас (ісп. Salvador Farfán Vigueras, нар. 22 червня 1932, Мексика — ?, Мексика) — мексиканський футболіст, який грав на позиції півзахисника.

## Клубна кар'єра
Професіональну кар'єру розпочав в столичній «Америці» не пізніше, ніж у сезоні 1950/51 років та виступав у команді до першої половини 1960-х років (вочевидь у період між 1961 та 1964 років), після чого перебрався в «Атланте».

## Кар'єра в збірній
29 жовтняч та 5 листопада 1961 року зіграв 2 вирішальні поєдинки кваліфікації чемпіонату світу 1962 року проти Парагваю, який завершилися перемогою мексиканців у двоматчевій дуелі (1:0 та 0:0 відповідно). У 1962 році поїхав у складі збірної Мексики на фінальну частину чемпіонату світу, проте на турнірі не зіграв жодного офіційного матчу. Два поєдинки проти Парагваю залишилися єдиними протягом кар'єри в збірній.

## Особисте життя
Син, Гонсало Фарфан, футболіст «Атланте», виступав у команді в 1980-х роках.